# 9М38
9М38 — советская зенитная управляемая ракета зенитного ракетного комплекса 9К37 «Бук».

## История создания

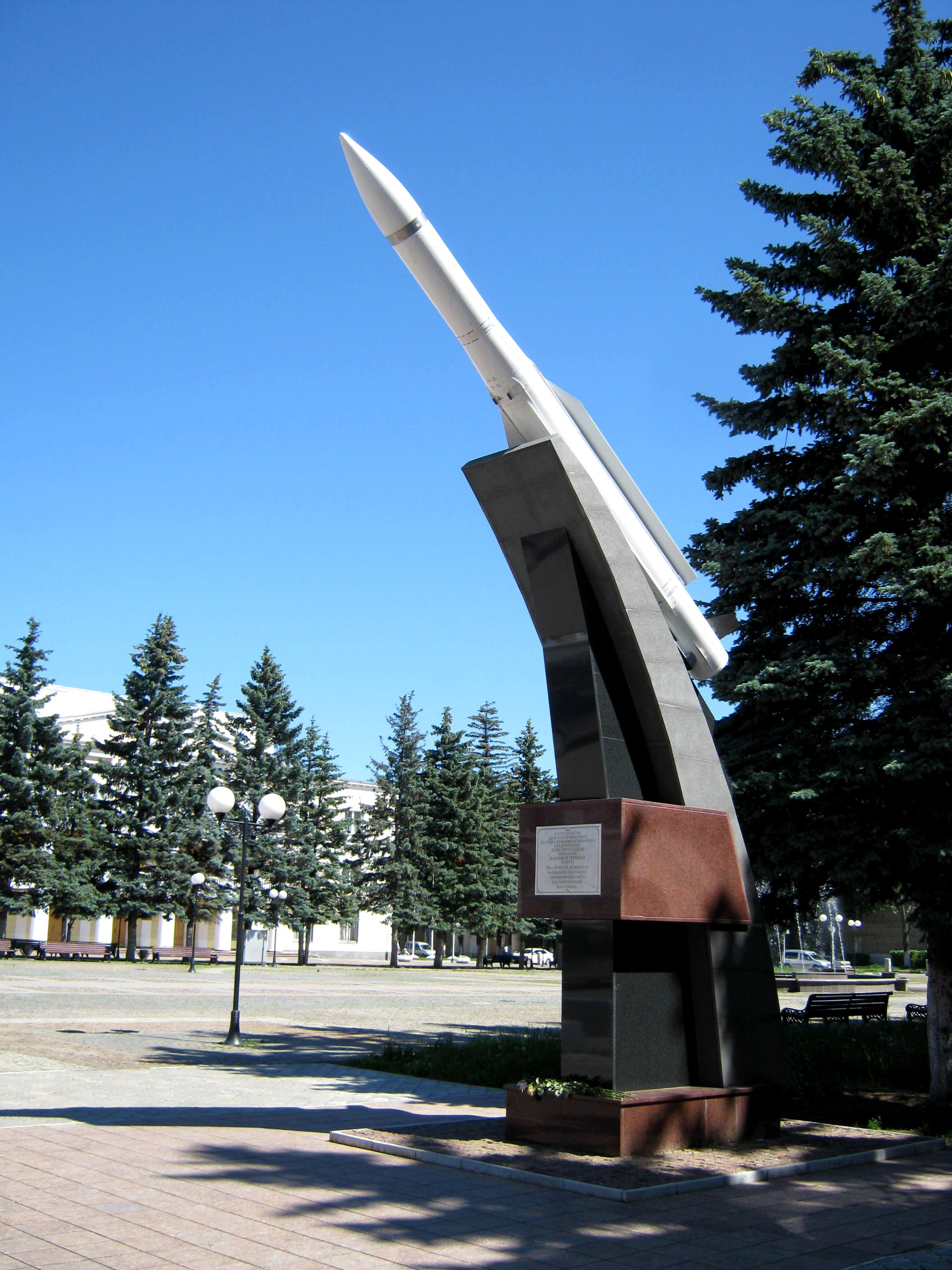
Ракета «9М38», превращëнная в памятник у проходной ПАО ДНПП в Долгопрудном

Первые проработки ракеты были выполнены Государственным машиностроительным конструкторским бюро «Вымпел». С 13 января 1973 года разработка была передана в ОКБ «Новатор», где созданием ракеты руководил Л. В. Люльев. Первоначально ракета 9М38 была предназначена для использования в составе ЗРК 9К37 «Бук», однако в 1974 году было принято решение форсировать разработку самоходной огневой установки 9А38 и ракеты 9М38. Разработку ЗРК 9К37 «Бук» было решено вести в два этапа. Первый этап предусматривал введение в состав ЗРК 2К12М3 «Куб-М3» самоходной огневой установки 9А38 с ЗУР 9М38. Новый комплекс получил обозначение 9К37-1 «Бук-1». В 1976 году ракета была принята на вооружение в составе ЗРК 9К37-1 «Бук-1», получившем окончательное обозначение 2К12М4 «Куб-М4».

9М38М1 содержит около 8000 осколочных элементов в боевой части, из них каждый четвёртый в форме бабочки.

## Описание конструкции
Зенитная управляемая ракета 9М38 предназначена для использования в составе ЗРК 2К12М4 или 9К37. Ракета 9М38 имеет одну ступень с двухрежимным твердотопливным ракетным двигателем. Общее время работы двигателя составляет 15 секунд. Из-за сложности отработки и низкой устойчивости при больших углах атаки от прямоточного двигателя было решено отказаться.
Ракета 9М38 построена по нормальной схеме с Х-образным крылом малого удлинения для соответствия габаритным ограничениям, предъявляемым при использовании в корабельном варианте комплекса М-22. В передней части ракеты расположена полуактивная головка самонаведения с источником питания. За головкой самонаведения находится осколочно-фугасная боевая часть общей массой 70 кг с разрывным зарядом в 34 кг смеси тротила и гексогена. Ракета позволяет поражать цели маневрирующие с перегрузками до 19g на дальностях от 3,5 до 32 км при высоте от 25 метров до 20 км.

## Модификации

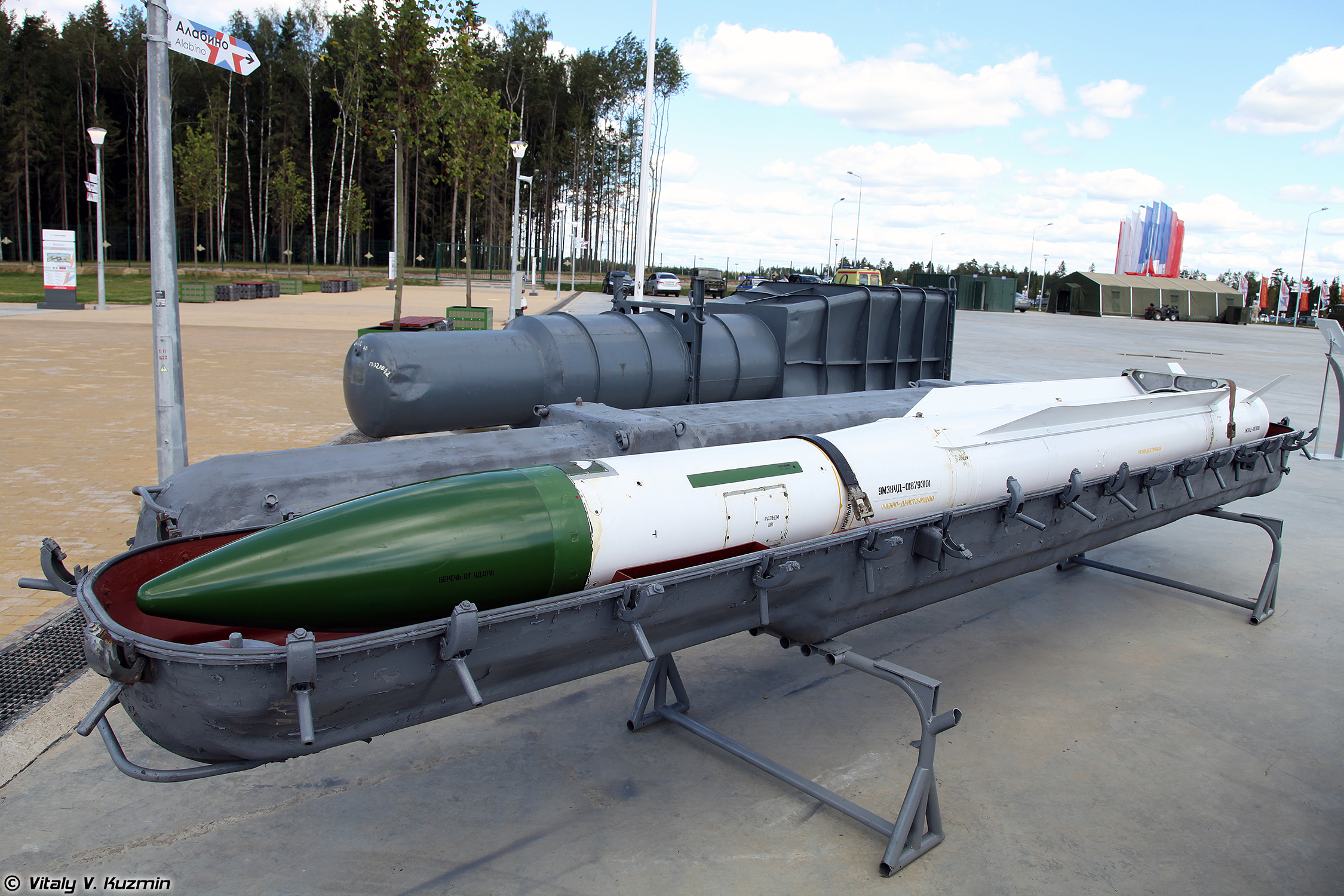
В парке «Патриот».

- ЗУР 9М38М1 для ЗРК «Бук-М1» и корабельного М-22 «Ураган»
- ЗУР 9М38М1Э для экспортных корабельных ЗРК «Кашмир» и «Штиль»[7][8].
- ЗУР 9М38М3

### 9М317
Зенитная управляемая ракета предназначенная для использования в современных ЗРК 9K37M1-2 «Бук-М1-2» и 9K317 «Бук-М2». Внешне новая ракета отличается значительно меньшей хордой крыла. Границы зоны поражения существенно расширены по максимальной дальности до 50 км, а по высоте поражения — до 25 км. Ракета способна поражать цели маневрирующие с перегрузками до 12g.

### Дальнейшее развитие
В разработке несколько дальнейших версий, включая ЗУР 9М317М, её экспортную модификацию 9М317МЭ, вариант ракеты с активной радиолокационной ГСН 9М317А, а также экспортную ЗУР 9М317МАЭ. Головной разработчик ЗРК, ОАО «НИИП» в 2005 году также заявлял об испытаниях ЗУР 9М317А в рамках ЗРК «Бук-М1-2А» (ОКР «Всход»).

#### 9М317М
Для комплекса "Бук-М3" разработана новая ракета 9М317М, отличающаяся от 9М317 из состава "Бук-М2" большей дальностью и скоростью полета, повышенными показателями по перехвату крылатых и тактических баллистических ракет. 
Основной этап полёта ракета проходит в инерциально-корректируемом режиме, а при подлёте к цели осуществляется самонаведение. 
Для оснащения ракет типа 9М317М разработан специализированный пакет модульного исполнения головок самонаведения:
- активная радиолокационная головка самонаведения (АРГСН) "Сланец", разработанная ОАО "Московский научно-исследовательский институт "Агат". Обнаружение и захват воздушных целей производится щелевой антенной решёткой с моноимпульсным радиопеленгатором. АРГСН "Сланец" может получать целеуказание практически от любых внешних источников (самолётов ДРЛОиУ, БРЛК многоцелевых истребителей-перехватчиков, наземных и корабельных РЛС с соответствующим оборудованием обмена информацией). Энергетический потенциал АРГСН "Сланец" позволяет захватывать цель с ЭПР 0.3м2 на удалении до 35 км.
- многорежимная полуактивная доплеровская радиолокационная головка самонаведения (ПАРГСН) 9Э432 с интегрированным бортовым вычислителем. ПАРГСН 9Э432 программируется перед стартом под тип поражаемой цели (самолёт, вертолёт, наземная, надводная, малозаметная). Использование полуактивной системы самонаведения требует подсветки РПН 9С36М или СОУ 9А317М, что ограничивает дальность применения ракет этого типа радиогоризонтом.

- дальность перехвата 70 км,
- высота поражения цели - 35 км,
- скорость полета ракеты - 1550 м/с,
- максимальная перегрузка - 24 g
- максимальная скорость цели - 3000 м/с
- дальность перехвата высосокоскоростных воздушных целей вдогон 30 км. [12].

#### 9М317МЭ

9М317МЭ

9М317МЭ представляет собой одноступенчатую твердотопливную ракету, выполненную по нормальной аэродинамической схеме. От ракеты 9М38 она отличается приспособлениями для доворота на цель при вертикальном пуске, а также несколько большей массой, меньшей площадью крыла, газодинамическими рулями и новой системой самонаведения. Расположение ракет в вертикальной ПУ 3С90Э.1 ЗРК «Штиль-1» позволяет увеличить скорострельность в 6 раз по сравнению с ЗРК «Ураган»/«Штиль» старого образца (каждые 2 секунды вместо 12).
Основной этап полёта ракета проходит в инерциальном режиме, а при подлёте к цели осуществляется радиокоррекция. Система самонаведения ракеты адаптируется под тип цели (самолёт, вертолёт, наземная, надводная, малозаметная), что позволяет повысить эффективность стрельбы по любому из типов. Так как в качестве головки самонаведения использована полуактивная радиолокационная ГСН, то цель должна быть подсвечена радаром носителя, что ограничивает дальность применения ракет этого типа горизонтом.
Поражение цели осуществляется осколочной боевой частью массой 62 кг.
| Характеристика ракеты 9М317МЭ | Характеристика ракеты 9М317МЭ |
| ----------------------------- | ----------------------------- |
| Количество ступеней           | 1                             |
| Длина, м                      | 5,18                          |
| Наибольший диаметр, м         | 0,36                          |
| Масса (ракеты), кг            | 581                           |
| Тип головки самонаведения     | полуактивная РГСН             |
| Тип боевой части              | осколочная                    |
| Масса (боевой части), кг      | 62                            |
| Скорость ракеты, м/с          | 1550                          |

## На вооружении
ЗРК БУК-М1 находится на вооружении следующих стран:
- Грузия (2013, около сотни ракет 9M38 Украина передала Грузии в 2007—2008 годах по данным SIPRI[14]).

Украина на 2016 год имеет 72 комплекса. По некоторым данным, по состоянию на 2005 год у Украины было 502 единицы 9М38 и 991 экземпляр 9М38М1
- Египет на 2016 год имеет более 40 комплексов.[18]
- Индия получила 144 ракеты 9M38M1 от России в 2008 году для использования на фрегатах в совместимых корабельных ЗРК[14].

По данным разработчика российского производителя систем ПВО «Алмаз-Антей» (опубликованным 13 октября 2015 года, в день презентации Советом безопасности Нидерландов отчета о расследовании обстоятельств крушения малайзийского Boeing над территорией Украины в 2014 году) модель ракеты 9М38  была снята с вооружения ВВС РФ в 2011 году, однако это не касается 9М38М1.